# Klášter Santa María de Ripoll
Klášter Santa Maria de Ripoll je benediktinský klášter ve městě Ripoll v Katalánsku. V klášteře byl pohřben předek aragónských králů - Ramon Berenguer IV. a také zakladatel kláštera Guifredo I. Barcelonský.

## Historie
Tato benediktinská fundace byla založena roku 879 barcelonským hrabětem Guifredem I. Chlupatým a dlouhá staletí byla kulturním centrem Katalánska s významným skriptoriem. Největšího rozmachu dosáhl klášter za opata Oliby a ze zdí kláštera byly vyslány k založení dceřiných klášterů dva konventy. První konvent se roku 1005 vydal založit klášter Saint-Martin du Canigou a druhý roku 1025 klášter Montserrat.
Klášter v roce 1835 vyhořel, zachoval se původní západní portál a křížová chodba z poloviny 12. století s bohatě zdobenými románskými hlavicemi sloupků, které jsou považovány za jedno z hlavních děl španělského románského umění.